# Сайново
Сайново е бивше село в Егейска Македония, Гърция, на територията на дем Костур, област Западна Македония.

## География
Селото е било разположено в землището на костурското село Дъмбени.

## История
Село Сайново е било малко село, изоставено в размирното време в края на XVIII век при конфликта на Али паша Янински и други албански феодали с централната власт. Част от жителите на Сайново основават село Дъмбени.